# Cheng Jing Qi
Cheng Jing Qi (romanización de 祁承经) ( 1932) es un profesor, y botánico chino, que ha trabajado extensamente en el "Instituto de Botánica", de la Academia China de las Ciencias; especialista en la taxonomía de Aquifoliaceae y Rosaceae.
Ha publicado, entre otras, en Orchid Review, Acta Phytotaxonomica Sinica.
- La abreviatura «C.J.Qi» se emplea para indicar a Cheng Jing Qi como autoridad en la descripción y clasificación científica de los vegetales.[5]